# Илинг-Джуниор, Сэмьюэл
Сэмьюэл Илинг-Джуниор (англ. Samuel Iling-Junior; род. 4 октября 2003, Ислингтон, Большой Лондон) — английский футболист, вингер клуба «Астон Вилла».

## Клубная карьера

### Молодёжная карьера
Воспитанник футбольной академии клуба «Челси», в которой провёл 9 лет в период с 2011 по 2020 года. В возрасте 16 лет был переведён в юношескую команду клуба до 18 лет. В 2020 к игроку проявляли интерес множество больших клубом из-за того, что сам футболист решил покинуть лондонский клуб.

### «Ювентус»
В сентябре 2020 года футболист перешёл в итальянский «Ювентус», подписав с клубом трёхлетний контракт. В октябре 2020 года по версии The Guardian попал в список 60 перспективнейших футболистов 2003 года рождения. В клубе англичанин стал выступать в команде до 19 лет. В команду туринского клуба до 23 лет был впервые заявлен 2 апреля 2021 года на матч итальянской Серии C против «Алессандрии». Свой дебютный сезон в юношеской команде футболист закончил с 4 голами и 7 результативными передачами в 28 матчах. За команду до 23 лет дебютировал лишь в следующем сезоне 22 августа 2021 года в матче Кубка итальянской Серии С против клуба «Про Сесто». В чемпионате дебютировал 3 октября 2021 года в матче против «Мантовы». В мае 2022 года впервые попал в заявку основной команды клуба на матч против «Фиорентины». Также вместе с командой до 19 лет выступал на юношеской лиге УЕФА, вместе с которой смог пройти в четвертьфинал.
В 2022 году продолжил выступать за вторую команду клуба. В первом же матче 3 сентября 2022 года против клуба «Тренто» отличился забитым голом. Вскоре футболист неоднократно вызвался в основную команду клуба. Дебютировал в итальянской Серии A состоялся 21 октября 2022 года в матче против клуба «Эмполи». В своём следующем матче 25 октября 2022 года дебютировал в Лиге чемпионов УЕФА против лиссабонской «Бенфики», заменив на 70 минуте Филипа Костича. Затем в матче 29 октября 2022 года против «Лечче» отличился результативной передачей, благодаря которой туринский клуб смог открыть счёт в матче и забрать победу. В декабре 2022 года футболист продлил контракт с клубом до конца июня 2025 года, также полноценно став игроком основной команды туринского клуба.

## Карьера в сборной
Сэмьюэл выступал за сборные Англии от всех возрастов от 15 до 17 лет. В 2022 году Илинг-Джуниор выиграл юношеский чемпионат Европы по футболу вместе с сборной Англии до 19 лет. В сентябре 2022 года футболист был вызван в молодёжную сборную Англии до 20 лет. Дебютировал за сборную 21 сентября 2022 года в матче против сборной Чили.

## Достижения
«Ювентус»
- Обладатель Кубка Италии: 2023/24

Сборная Англии (до 19 лет)
- Победитель чемпионата Европы (до 19 лет): 2022